# NGC 4532
NGC 4532 (również PGC 41811 lub UGC 7726) – galaktyka nieregularna (IBm), znajdująca się w gwiazdozbiorze Panny. Odkrył ją William Herschel 13 kwietnia 1784 roku. Należy do Gromady w Pannie.